# Challenger de Båstad 2017

El torneo Båstad Challenger 2017 fue un torneo profesional de tenis. Perteneció al ATP Challenger Series 2017. Se disputó en su 2ª edición sobre superficie tierra batida, en Båstad, Suecia entre el 10 al el 15 de julio de 2017.

## Jugadores participantes del cuadro de individuales
| Favorito | País                 | Jugador                 | Rank1 | Posición en el torneo |
| -------- | -------------------- | ----------------------- | ----- | --------------------- |
| 1        | Bandera de Serbia    | Dušan Lajović           | 79    | CAMPEÓN               |
| 2        | Bandera de Argentina | Renzo Olivo             | 89    | Cuartos de final      |
| 3        | Bandera de Suiza     | Henri Laaksonen         | 104   | Cuartos de final      |
| 4        | Bandera de Argentina | Facundo Bagnis          | 107   | Semifinales           |
| 5        | Bandera de Noruega   | Casper Ruud             | 111   | Primera ronda         |
| 6        | Bandera de Bélgica   | Arthur De Greef         | 116   | Segunda ronda         |
| 7        | Bandera de España    | Roberto Carballés Baena | 134   | Segunda ronda         |
| 8        | Bandera de España    | Guillermo García López  | 143   | Segunda ronda         |

- 1 Se ha tomado en cuenta el ranking del 3 de julio de 2017.

### Otros participantes
Los siguientes jugadores recibieron una invitación (wild card), por lo tanto ingresan directamente al cuadro principal (WC):
- Markus Eriksson
- Carl Söderlund
- Elias Ymer
- Mikael Ymer

Los siguientes jugadores ingresan al cuadro principal tras disputar el cuadro clasificatorio (Q):
- Isak Arvidsson
- Hubert Hurkacz
- Juan Ignacio Londero
- Fred Simonsson

## Campeones

### Individual Masculino
- Dušan Lajović derrotó en la final a  Leonardo Mayer, 6–2, 7–6(4)

### Dobles Masculino
- Tuna Altuna /  Václav Šafránek derrotaron en la final a  Sriram Balaji /  Vijay Sundar Prashanth, 6–1, 6–4